# Mary Fleener
Mary Fleener (14 settembre 1951) è una fumettista statunitense della scena alternativa di Los Angeles.
La sua prima pubblicazione è stata  Hoodoo (1988), seguita dalla serie di fumetti semi-autobiografici Slutburger e dall'antologia Life of the Party (1996).

## Biografia

### Formazione
Mary Fleener è nata nel 1951. Sua madre aveva lavorato per la Disney dal 1941 al 1943. La Fleener ha frequentato per quattro anni la Cal State Long Beach, dove si è concentrata sulla stampa, ma non le piaceva l'attenzione del programma sull'arte astratta e si è ritirata nel 1976. Nel 1984, ha letto sul L.A. Weekly un articolo di Matt Groening sui "new comix", che le ha fornito l'ispirazione a creare i suoi primi fumetti. Ha sviluppato la sua estetica da sola e si considera autodidatta. Lo stile di disegno di Fleener, che lei chiama cubismo, deriva dall'estetica cubista e da altre tradizioni artistiche. Tra le influenze della Fleener ci sono l'antica arte egizia e le opere di Chester Gould (Dick Tracy), Otto Soglow (The Little King) e Al Capp (Li'l Abner). Robert Crumb e Robert Armstrong (creatore di Mickey Rat) l'hanno incoraggiata a realizzare i suoi fumetti.

### Carriera

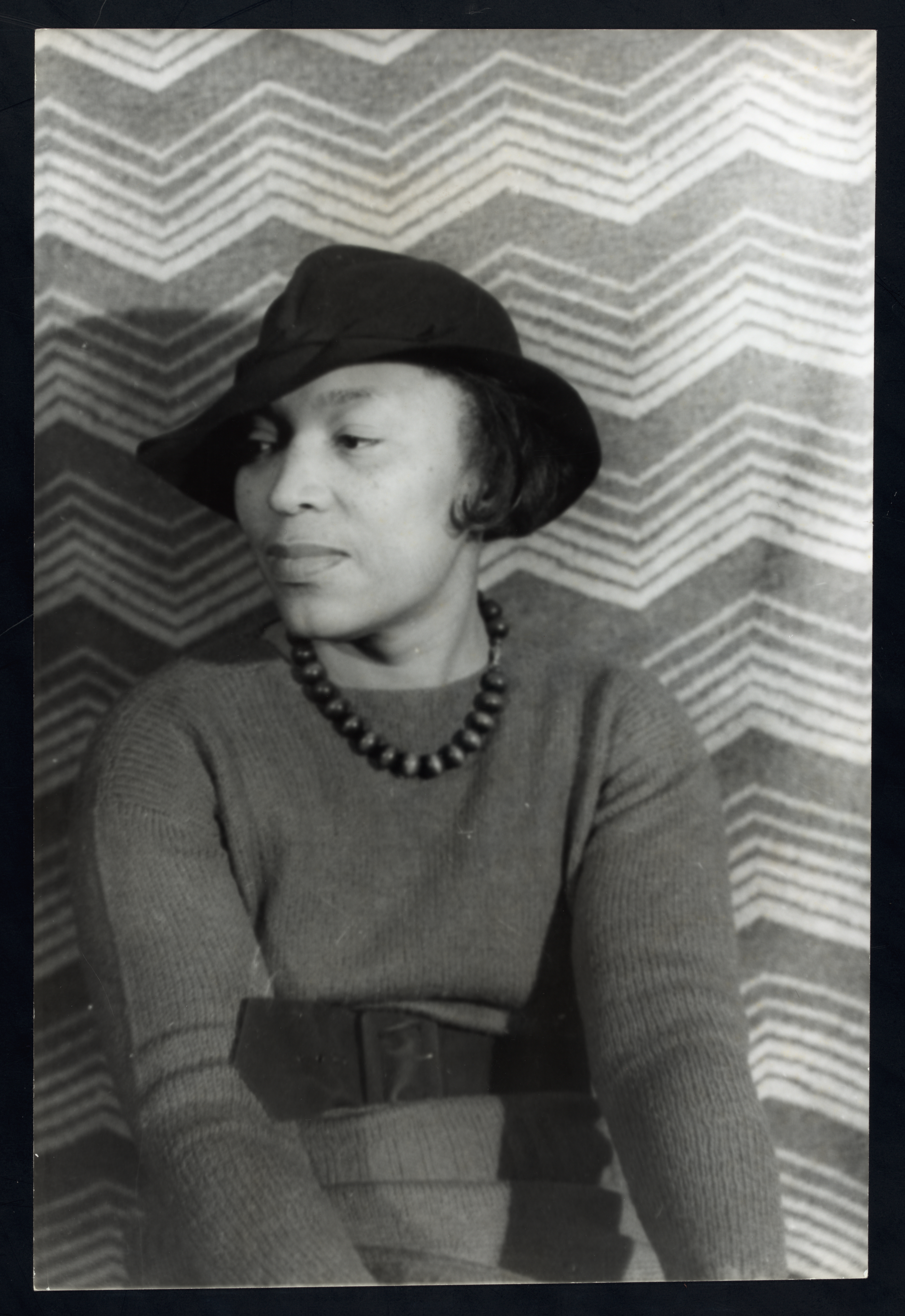
Zora Neale Hurston, la folclorista al centro dell'opera prima di Mary Fleener HooDoo.

Ha iniziato a disegnare mini-comics nel 1984 e ha pubblicato quattro anni dopo il suo primo lavoro completo, un'opera su Zora Neale Hurston intitolata Hoodoo. Le sue semi-autobiografiche Slutburger Stories sono state pubblicate per la prima volta da Rip Off Press e successivamente da Drawn & Quarterly. Molti dei racconti della Fleener sono apparsi in antologie come Weirdo e Twisted Sisters e nel magazine tutto al femminile Wimmen's Comix; le sue illustrazioni sono apparse su Entertainment Weekly. Fleener ha continuato a realizzare ulteriori strisce semi-autobiografiche che sono state pubblicate nel 1996 nell'antologia Life of the Party, pubblicata da Fantagraphics. Questi fumetti underground hanno rappresentato l'artista e un variopinto cast di personaggi che suonano in gruppi rock, fanno surf, vanno al college e si dilettano con droghe e sesso occasionale, tra le altre cose. Lo stile di disegno della Fleener è complementare alle sue storie, che sono narrate in un dialogo in prima persona concreto ma sconcertante.

### Vita privata
Vive e lavora a Encinitas in California. È altresì un membro della rock band chiamata The Wigbillies.

## Riconoscimenti
Nel 2019 è stata insignita di un Inkpot Award.
Le sue opere sono state esposte presso gallerie di Los Angeles, Seattle e altre località. Suoi lavori sono stati altresì annoverati nella mostra Women in Comics negli allestimenti del 2020 a New York e del 2021 a Roma.

## Opere principali
- "HooDoo" (3-D Zone), 1988.
- "Slutburger Stories #1" (Rip Off Press), 1990.
- "Slutburger Stories #2" (Rip Off Press), 1991.
- "Slutburger #3" (Drawn & Quarterly), 1992.
- "Slutburger #4" (Drawn & Quarterly), 1993.
- "Slutburger #5" (Drawn & Quarterly), 1995.
- "Fleener #1" (Zongo Comics), 1996.
- "Fleener #2" (Zongo Comics), 1996.
- Life of the Party (Fantagraphics Books), 1996. ISBN 1-56097-261-0[12]
- "Fleener #3" (Zongo Comics), 1997.
- "Nipplez 'n' Tum Tum" (Eros Comix), 2001.